# Amantia imperatoria
Amantia imperatoria är en insektsart som först beskrevs av Gerstaecker 1860.  Amantia imperatoria ingår i släktet Amantia och familjen lyktstritar. Inga underarter finns listade i Catalogue of Life.